# Wolfgang Wild (Journalist)

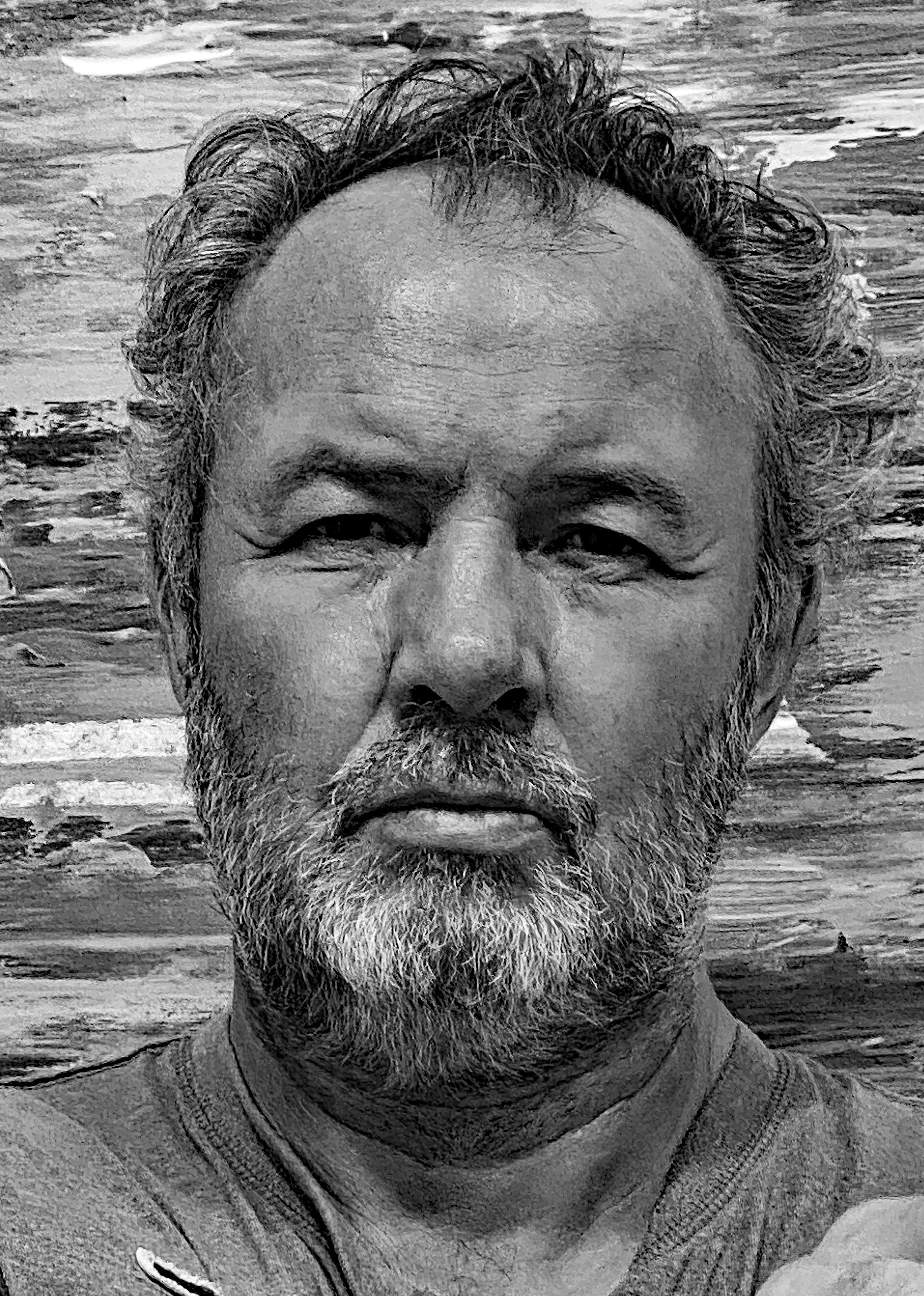
Wolfgang Wild (2020)

Wolfgang Wild (* 3. Mai 1959) ist ein deutscher Sportjournalist und Fernsehproduzent.

## Leben
Wild studierte Kommunikationswissenschaft und absolvierte die Deutsche Journalistenschule (DJS). Er war Mitarbeiter des Münchner Merkur, der Süddeutschen Zeitung, danach von 1989 is 1992 beim Bayerischen Rundfunks Redakteur, Redaktionsleiter, Moderator und Kommentator. Anschließend führte sein beruflicher Weg ihn zum Sender Deutsches Sportfernsehen (DSF), wo er 1993 zu den Gründungsmitarbeitern zählte. Dort moderierte und kommentierte er zunächst im Tennis-Bereich und war insbesondere für die Interviews im Rahmen der Berichterstattung eingesetzt. Von 1998 bis 2001 war Wild Programmdirektor und Chefredakteur des DSF. In der Folge war er kurzzeitig Executive Producer beim Sender Neun Live. Seit 2003 ist er Eigentümer und Geschäftsführer der Fernsehproduktionsfirma OTVC GmbH & Co. KG.